# Radical 31
Le radical 31 (囗), qui signifie enclosure, est un des 31 des 214 radicaux chinois répertoriés dans le dictionnaire de Kangxi composés de trois traits.
Le caractère Unicode de 囗 est 56D7.

## Caractères avec le radical 31
| nombre de traits          | caractères                                                     |
| ------------------------- | -------------------------------------------------------------- |
| Sans trait supplémentaire | 囗                                                             |
| 2 traits supplémentaires  | 囙 囚 四 囜                                                    |
| 3 traits supplémentaires  | 囝 回 囟 因 囡 团 団                                           |
| 4 traits supplémentaires  | 囤 囥 囦 囧 囨 囩 囪 囫 囬 园 囮 囯 困 囱 囲 図 围 囵 囶 囷 囸 |
| 5 traits supplémentaires  | 囹 固 囻 囼 国 图                                              |
| 6 traits supplémentaires  | 囿 圀                                                          |
| 7 traits supplémentaires  | 圁 圂 圃 圄 圅 圆                                              |
| 8 traits supplémentaires  | 圇 圈 圉 圊 國                                                 |
| 9 traits supplémentaires  | 圌 圍 圎 圏 圐                                                 |
| 10 traits supplémentaires | 圑 園 圓 圔 圕                                                 |
| 11 traits supplémentaires | 圖 圗 團 圙                                                    |
| 12 traits supplémentaires | 圚                                                             |
| 13 traits supplémentaires | 圛 圜                                                          |
| 19 traits supplémentaires | 圝                                                             |
| 23 traits supplémentaires | 圞                                                             |